# Apanteles atellae
Apanteles atellae är en stekelart som beskrevs av Wilkinson 1932. Apanteles atellae ingår i släktet Apanteles och familjen bracksteklar. Inga underarter finns listade i Catalogue of Life.